# Erythroxylum calyptratum
Erythroxylum calyptratum, novootkrivena biljna vrsta iz roda koke. Otkrivena je 2018 godine u sjevernom Vijetnamu na planini Fansipan u nacionalnom parku Hoang Lien.
Ovu novu vrstu karakteriziraju tanki listovi s 2-3 mm dugim peteljkama i bijelim cvjetovima okrenutim prema dolje.

## Sinonimi
- Erythroxylum tessmannii O.E.Schulz
- Erythroxylum venosum Rusby